# جاي بيتر ماي
جاي بيتر ماي (بالإنجليزية: J. Peter May)‏ هو طوبولوجي ورياضياتي أمريكي، ولد في 16 سبتمبر 1939 في نيويورك في الولايات المتحدة.

## وصلات خارجية
- الموقع الرسمي